# A Batwoman epizódjainak listája
Az alábbi szócikk a Batwoman című televíziós sorozat epizódjait sorolja fel.
Az Arrowverse-ben játszódó sorozat helyszíne Gotham, 3 évvel Batman eltűnése után, amikor a várost a totális kétségbeesés fenyegeti. A rendőrség nem bír a bűnözőkkel, mindössze egy privát milícia tartja fenn a rendet. A szervezet fejének szabadszájú és társadalmi igazságosságra törekvő lánya épp ekkor tér vissza katonai iskolából való kirúgását és több éves kiképzést követően, és megvalósítja azt, amitől apja rettegett, önjelölt álarcos bosszúálló lesz belőle, hogy így vigye tovább eltűnt unokatestvére, Bruce Wayne örökségét. Persze a segítőivel dolgozó Kate Kane-nek még saját démonjait is le kell gyűrnie ahhoz, hogy a remény szimbólumává válhasson.

## Évadáttekintés
| Évad | Évad | Részek száma | Részek száma | Eredeti sugárzás  | Eredeti sugárzás | Eredeti adó | Magyar sugárzás    | Magyar sugárzás     | Magyar adó    |
| Évad | Évad | Részek száma | Részek száma | Évadbemutató      | Évadzáró         | Eredeti adó | Évadbemutató       | Évadzáró            | Magyar adó    |
| ---- | ---- | ------------ | ------------ | ----------------- | ---------------- | ----------- | ------------------ | ------------------- | ------------- |
|      | 1.   | 20           | 20           | 2019. október 6.  | 2020. május 17.  | The CW      | 2019. december 22. | 2020. augusztus 10. | HBO 3, HBO Go |
|      | 2.   | 18           | 18           | 2021. január 17.  | 2021. június 27. | The CW      | 2021. április 7.   | 2021. augusztus 18. | HBO 3         |
|      | 3.   | 13           | 13           | 2021. október 13. | 2022. március 2. | The CW      | 2022. március 19.  | 2022. június 11.    | HBO 3         |

## Első évad (2019-2020)
| Sor. | Év. | Cím                                                                               | Rendező          | Író                             | Premier                              | Nézettség   |
| --- | --- | --------------------------------------------------------------------------------- | ---------------- | ------------------------------- | ------------------------------------ | ----------- |
| 1. | 1.  | A visszatérés (Bevezető rész) (Pilot)                                             | Marcos Siega     | Caroline Dries                  | 2019. október 6. 2019. december 22.  | 1,86 millió |
| 2. | 2.  | A nyúlüreg (The Rabbit Hole)                                                      | Marcos Siega     | Caroline Dries                  | 2019. október 13. 2019. december 29. | 1,45 millió |
| 3. | 3.  | Lent a mélyben! (Down, Down, Down)                                                | Dermott Downs    | Holly Henderson & Don Whitehead | 2019. október 20. 2020. január 5.    | 1,22 millió |
| 4. | 4.  | Ki vagy te? (Who Are You?)                                                        | Holly Dale       | Nancy Kiu & Denise Harkavy      | 2019. október 27. 2020. január 12.   | 1,29 millió |
| 5. | 5.  | Egy kacskaringós bús történet (Mine Is a Long and Sad Tale)                       | Carl Seaton      | Jerry Shandy & Ebony Gilbert    | 2019. november 3. 2020. január 19.   | 1,16 millió |
| 6. | 6.  | Én leszek a bíró, én leszek az esküdtszék (I'll Be Judge, I'll Be Jury)           | Scott Peters     | James Stoteraux & Chad Fiveash  | 2019. november 10. 2020. január 26.  | 1,09 millió |
| 7. | 7.  | Mondd meg az igazat! (Tell Me the Truth)                                          | Michael Allowitz | Caroline Dries & Natalie Abrams | 2019. november 17. 2020. február 2.  | 1,01 millió |
| 8. | 8.  | Bolondok uzsonnája (A Mad Tea-Party)                                              | Holly Dale       | Nancy Kiu                       | 2019. december 1. 2020. február 9.   | 1,01 millió |
| 9. | 9.  | Végtelen világok válsága, 2. rész (Crisis on Infinite Earths, Part 2)             | Laura Belsey     | Don Whitehead & Holly Henderson | 2019. december 9. 2020. február 16.  | 1,71 millió |
| A 9. rész a Végtelen Világok krízise crossover epizód, melyben a DC univerzum szinte összes szuperhőse feltűnik. Az idegen Anti-Monitor el akarja pusztítani a párhuzamos Földeket. Oliver áldozata tán nem volt hiábavaló. A Végzet Könyvéből kiderült, létezik hét bajnok, akik legyőzhetik az Anti-Monitort és megmenthetik a multiverzumot. Köztük Kara Zor-El a Remény Bajnoka, Sara Lance a Végzeté, Clark Kent az Igazságé, Bruce Wayne pedig a Bátorságé. Az utóbbi kettőt fel kell kutatni. |     |                                                                                   |                  |                                 |                                      |             |
| 10. | 10. | Milyen különös is ma minden (How Queer Everything is Today!)                      | Jeff Hunt        | Caroline Dries                  | 2020. január 19. 2020. február 23.   | 0,79 millió |
| 11. | 11. | Születés napi ajándék (An Un-birthday Present)                                    | Mairzee Almas    | Chad Fiveash & James Stoteraux  | 2020. január 26. 2020. március 1.    | 0,67 millió |
| 12. | 12. | Válassz a kettő közül (Take Your Choice)                                          | Tara Miele       | Ebony Gilbert                   | 2020. február 16. 2020. március 8.   | 0,85 millió |
| 13. | 13. | Igyál meg! (Drink Me)                                                             | Dermott Downs    | Jerry Shandy                    | 2020. február 23. 2020. március 15.  | 0,82 millió |
| 14. | 14. | Széles vigyor (Grinning From Ear to Ear)                                          | Michael Blundell | Denise Harkavy                  | 2020. március 8. 2020. július 20.    | 0,75 millió |
| 15. | 15. | Üssétek le a fejét! (Off With Her Head)                                           | Holly Dale       | Natalie Abrams                  | 2020. március 15. 2020. július 20.   | 0,75 millió |
| 16. | 16. | Tükörország (Through the Looking Glass)                                           | Sudz Sutherland  | Nancy Kiu                       | 2020. március 22. 2020. július 27.   | 0,77 millió |
| 17. | 17. | A szakadék szélén (A Narrow Escape)                                               | Paul Wesley      | Daphne Miles                    | 2020. április 26. 2020. július 27.   | 0,63 millió |
| 18. | 18. | Ha hiszel bennem, én is hiszek benned (If You Believe In Me, I'll Believe In You) | James Bamford    | James Stoteraux & Chad Fiveash  | 2020. május 3. 2020. augusztus 3.    | 0,64 millió |
| 19. | 19. | Örök titok (A Secret Kept From All the Rest)                                      | Greg Beeman      | Jerry Shandy & Kelly Larson     | 2020. május 10. 2020. augusztus 3.   | 0,70 millió |
| 20. | 20. | Ó, egér! (O, Mouse!)                                                              | Amanda Tapping   | Holly Henderson & Don Whitehead | 2020. május 17. 2020. augusztus 10.  | 0,74 millió |

## Második évad (2021)
| Sor. | Év. | Cím                                                         | Rendező          | Író                                             | Premier                              | Nézettség   |
| --- | --- | ----------------------------------------------------------- | ---------------- | ----------------------------------------------- | ------------------------------------ | ----------- |
| 21. | 1.  | Mi történt Kate Kane-nel? (Whatever Happened to Kate Kane?) | Holly Dale       | Caroline Dries                                  | 2021. január 17. 2021. április 7.    | 0,66 millió |
| Kate váratlanul eltünik egy repülőgép katasztrófában, Luke és Mary hísznek abban hogy Kate még él, és tudják hogy csak egy Batwoman van és az Kate. Ryan Wilder-nek először múltjával kell meg leszámolnia, hogy a remény új színbóliuma legyen. |     |                                                             |                  |                                                 |                                      |             |
| 22. | 2.  | Büntetett előélet (Prior Criminal History)                  | Carl Seaton      | James Stoteraux & Chad Fiveash                  | 2021. január 24. 2021. április 14.   | 0,62 millió |
| 23. | 3.  | Denevérlány varázslat! (Bat Girl Magic!)                    | Holly Dale       | Nancy Kiu                                       | 2021. január 31. 2021. április 28.   | 0,71 millió |
| 24. | 4.  | Fehér bőr, kék szem (Fair Skin, Blue Eyes)                  | Menhaj Huda      | Ebony Gilbert                                   | 2021. február 14. 2021. május 5.     | 0,51 millió |
| 25. | 5.  | Vér a vásznon (Gore on Canvas)                              | Norma Bailey     | Daniel Thomsen                                  | 2021. február 21. 2021. május 12.    | 0,49 millió |
| 26. | 6.  | Nem újraélesztendő (Do Not Resuscitate)                     | Holly Dale       | Caroline Dries & Daphne Miles                   | 2021. február 28. 2021. május 19.    | 0,46 millió |
| 27. | 7.  | Ne kutakodjatok tovább (It's Best You Stop Digging)         | Avi Youabian     | Jerry Shandy                                    | 2021. március 14. 2021. május 26.    | 0,55 millió |
| 28. | 8.  | Túléltem már rosszabb is (Survived Much Worse)              | Holly Dale       | Natalie Abrams                                  | 2021. március 21. 2021. június 2.    | 0,54 millió |
| 29. | 9.  | Az első szabály (Rule #1)                                   | Michael Blundell | Nancy Kiu and Maya Houston                      | 2021. március 28. 2021. június 9.    | 0,44 millió |
| 30. | 10. | Jó magaviselet (Time Off for Good Behavior)                 | Eric Dean Seaton | James Stoteraux and Chad Fiveash                | 2021. április 11. 2021. június 16.   | 0,48 millió |
| 31. | 11. | Érkezz élve (Arrive Alive)                                  | Mairzee Almas    | Daniel Thomsen & Daphne Miles                   | 2021. április 18. 2021. június 23.   | 0,56 millió |
| 32. | 12. | Önmegsemmisítés (Initiate Self-Destruct)                    | Glen Winter      | Történet: Zack Siddiqui Tévéjáték: Jerry Shandy | 2021. május 2. 2021. június 30.      | 0,43 millió |
| 33. | 13. | Adók segítséget (I'll Give You a Clue)                      | Marshall Virtue  | Caroline Dries & Natalie Abrams                 | 2021. május 9. 2021. július 7.       | 0,40 millió |
| 34. | 14. | Igazságot mindenkinek! (And Justice For All)                | Rob Duncan       | Ebony Gilbert & Maya Houston                    | 2021. május 16. 2021. július 14.     | 0,35 millió |
| 35. | 15. | Fegyvere van, és veszélyes (Armed and Dangerous)            | Holly Dale       | Nancy Kiu                                       | 2021. június 6. 2021. július 21.     | 0,43 millió |
| 36. | 16. | Újjászületés (Rebirth)                                      | Michael Allowitz | Daniel Thomsen                                  | 2021. június 13. 2021. augusztus 4.  | 0,42 millió |
| 37. | 17. | Kane, Kate (Kane, Kate)                                     | Carl Seaton      | Chad Fiveash és James Stoteraux                 | 2021. június 20. 2021. augusztus 11. | 0,45 millió |
| 38. | 18. | Hatalom (Power)                                             | Holly Dale       | Caroline Dries                                  | 2021. június 27. 2021. augusztus 18. | 0,41 millió |

## Harmadik évad (2021-2022)
| Sor. | Év. | Cím                                                       | Rendező          | Író                                             | Premier                              | Nézettség   |
| ---- | --- | --------------------------------------------------------- | ---------------- | ----------------------------------------------- | ------------------------------------ | ----------- |
| 39.  | 1.  | Az Őrült Kalapos (Mad As a Hatter)                        | Holly Dale       | Caroline Dries                                  | 2021. október 13. 2022. március 19.  | 0,47 millió |
| 40.  | 2.  | Gyilkos Krok (Loose Teeth)                                | Jeff Hunt        | Chad Fiveash & James Stoteraux                  | 2021. október 20. 2022. március 26.  | 0,49 millió |
| 41.  | 3.  | Fagy (Freeze)                                             | Greg Beeman      | Nancy Kiu                                       | 2021. október 27. 2022. április 2.   | 0,42 millió |
| 42.  | 4.  | Fagyásgátló (Antifreeze)                                  | Holly Dale       | Daniel Thomsen                                  | 2021. november 3. 2022. április 9.   | 0,52 millió |
| 43.  | 5.  | Egy lecke Pyg professzortól (A Lesson From Professor Pyg) | David Ramsey     | Ebony Gilbert & Caroline Dries                  | 2021. november 10. 2022. április 16. | 0,37 millió |
| 44.  | 6.  | Hogy gyarapodik a kerted? (How Does Your Garden Grow?)    | Robert Duncan    | Jerry Shandy & Natalie Abrams                   | 2021. november 17. 2022. április 23. | 0,41 millió |
| 45.  | 7.  | A kisebbik rossz (Pick Your Poison)                       | Holly Dale       | Kelly Ota & Emily Alonso                        | 2021. november 24. 2022. április 30. | 0,47 millió |
| 46.  | 8.  | Bízz a végzetben! (Trust Destiny)                         | Marshall Virtue  | Ebony Gilbert & Daphne Miles                    | 2022. január 12. 2022. május 7.      | 0,52 millió |
| 47.  | 9.  | Ismerd meg, a teremtőd! (Meet Your Maker)                 | Michael Blundell | Caroline Dries & Maya Houston                   | 2022. január 19. 2022. május 14.     | 0,44 millió |
| 48.  | 10. | Mérgező kapcsolat (Toxic)                                 | Glen Winter      | Caroline Dries & Jerry Shandy                   | 2022. január 26. 2022. május 21.     | 0,48 millió |
| 49.  | 11. | Törött játékok (Broken Toys)                              | Camrus Johnson   | Chad Fiveash, James Stoteraux és Natalie Abrams | 2022. február 2. 2022. május 28.     | 0,54 millió |
| 50.  | 12. | Mind őrültek vagyunk! (We're All Mad Here)                | Eric Dean Seaton | Maya Houston & Daphne Miles                     | 2022. február 23. 2022. június 4.    | 0,41 millió |
| 51.  | 13. | Jól szórakozunk? (Are We Having Fun Yet?)                 | Holly Dale       | Caroline Dries, Bill Finger, Bob Kane           | 2022. március 2. 2022. június 11.    | 0,42 millió |